# Campionati del mondo di atletica leggera 2015
I campionati del mondo di atletica leggera 2015 sono stati la 15ª edizione dei campionati del mondo di atletica leggera che si sono svolti a Pechino, in Cina, dal 22 al 30 agosto 2015; lo stadio che ha ospitato i campionati è lo stadio nazionale di Pechino, lo stesso che nel 2008 ospitò le competizioni atletiche durante i Giochi olimpici. Hanno preso parte all'evento 1.873 atleti per 1.933 iscritti, provenienti da 207 nazioni.

## Candidatura

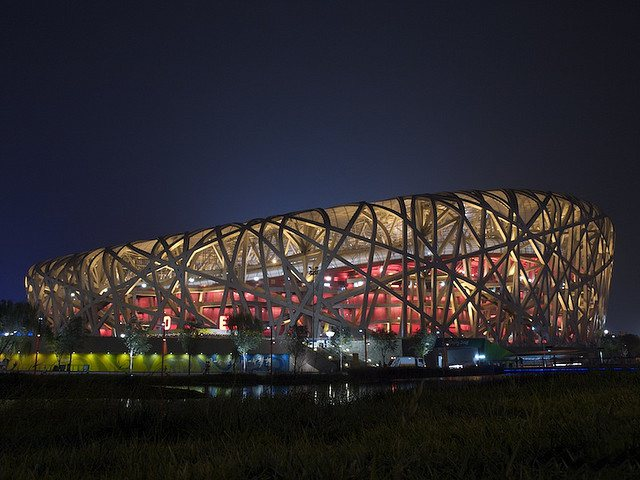
Lo stadio nazionale di Pechino

A novembre 2011 la capitale cinese era l'unica candidata in seguito al ritiro della candidatura di Londra a causa delle incertezze riguardo al futuro dello Stadio Olimpico. In seguito a una riunione del consiglio della IAAF, tenutasi domenica 6 novembre 2011, Pechino è stata ufficialmente scelta come sede dei mondiali del 2015.
La capitale cinese è stata la quarta città asiatica ad ospitare un campionato mondiale di atletica leggera dopo Tokyo (1991), Osaka (2007) e Daegu (2011).

## Partecipazione

### Minimi di qualificazione
I minimi di partecipazione sono fissati dalla IAAF. Per tutte le specialità il periodo di qualificazione entro il quale le prestazioni degli atleti vengono considerate valide per la partecipazione al campionato va dal 1º ottobre 2014 al 10 agosto 2015, con l'eccezione delle gare di 10 000 metri, maratona, marcia e prove multiple, per le quali il periodo va dal 1º gennaio 2014 al 10 agosto 2015.
Sono valide solo le prestazioni ottenute in gare ufficiali della IAAF o delle federazioni continentali o nazionali. Non vengono accettate le prestazioni ottenute durante una gara mista (uomini e donne insieme) e quelle influenzate dal vento. Per le gare di lunghezza pari o inferiore agli 800 metri non vengono accettati i tempi manuali. Sono invece accettate le prestazioni ottenute durante gare indoor.
Sono ammessi di diritto gli atleti che, anche se non hanno ottenuto il minimo di partecipazione richiesto, hanno conquistato il titolo di campione continentale nel 2015 o nel 2014, ma la scelta finale relativa all'ammissione dell'atleta viene lasciata alla federazione nazionale di competenza.
A differenza delle passate edizioni, per i campionati del 2015 esiste solo un minimo di qualificazione A (negli anni passati esisteva un minimo di partecipazione B nel caso di nazioni prive di atleti che avevano ottenuto il minimo A. Un solo atleta poteva accedere ai campionati con il minimo B).
Un'altra novità introdotta nel 2015 riguarda il numero di atleti che prendono parte alla manifestazione: per ogni gara è stato stabilito un numero ideale di partecipanti che può essere raggiunto sulla base dei criteri di qualificazione con l'eventuale aggiunta di atleti convocati su invito della federazione internazionale in base al ranking mondiale 2015. Per le gare superiori o uguali ai 5000 metri e per quelle di marcia non è previsto un numero ideale, né atleti convocati su invito.
| Specialità             | Uomini                                                                    | Donne                                                                     | Numero di atleti |
| ---------------------- | ------------------------------------------------------------------------- | ------------------------------------------------------------------------- | ---------------- |
| 100 m                  | 10"16                                                                     | 11"33                                                                     | 56               |
| 200 m                  | 20"50                                                                     | 23"20                                                                     | 56               |
| 400 m                  | 45"50                                                                     | 52"00                                                                     | 48               |
| 800 m                  | 1'46"00                                                                   | 2'01"00                                                                   | 48               |
| 1 500 m (miglio)       | 3'36"20 (3'53"30)                                                         | 4'06"50 (4'25"20)                                                         | 45               |
| 5 000 m                | 13'23"00                                                                  | 15'20"00                                                                  | -                |
| 10 000 m               | 27'45"00                                                                  | 32'00"00                                                                  | -                |
| 100 hs                 | -                                                                         | 13"00                                                                     | 40               |
| 110 hs                 | 13"47                                                                     | -                                                                         | 40               |
| 400 hs                 | 49"50                                                                     | 56"20                                                                     | 40               |
| 3 000 siepi            | 8'28"00                                                                   | 9'44"00                                                                   | 45               |
| Maratona               | 2h18'00"                                                                  | 2h44'00"                                                                  | -                |
| Marcia 20 km           | 1h25'00"                                                                  | 1h36'00"                                                                  | -                |
| Marcia 50 km           | 4h06'00"                                                                  | -                                                                         | -                |
| Salto in alto          | 2,28 m                                                                    | 1,94 m                                                                    | 32               |
| Salto con l'asta       | 5,65 m                                                                    | 4,50 m                                                                    | 32               |
| Salto in lungo         | 8,10 m                                                                    | 6,70 m                                                                    | 32               |
| Salto triplo           | 16,90 m                                                                   | 14,20 m                                                                   | 32               |
| Getto del peso         | 20,45 m                                                                   | 17,75 m                                                                   | 32               |
| Lancio del disco       | 65,00 m                                                                   | 61,00 m                                                                   | 32               |
| Lancio del martello    | 76,00 m                                                                   | 70,00 m                                                                   | 32               |
| Lancio del giavellotto | 82,00 m                                                                   | 61,00 m                                                                   | 32               |
| Decathlon              | 8075 p.                                                                   | -                                                                         | 32               |
| Eptathlon              | -                                                                         | 6075 p.                                                                   | 32               |
| Staffetta 4×100 m      | Prime 8 classificate alle World Relays + migliori 8 prestazioni dell'anno | Prime 8 classificate alle World Relays + migliori 8 prestazioni dell'anno | 16               |
| Staffetta 4×400 m      | Prime 8 classificate alle World Relays + migliori 8 prestazioni dell'anno | Prime 8 classificate alle World Relays + migliori 8 prestazioni dell'anno | 16               |

### Staffette automaticamente qualificate
In quanto qualificatesi tra le prime otto alle World Relays 2015, le seguenti squadre sono state automaticamente ammesse alla manifestazione. A queste si sono aggiunte altre otto squadre per ciascuna staffetta, selezionate in base al ranking mondiale al 10 agosto 2015.
| 4×100 U                                                                         | 4×400 U                                                                           | 4×100 D                                                                             | 4×400 D                                                                 |
| ------------------------------------------------------------------------------- | --------------------------------------------------------------------------------- | ----------------------------------------------------------------------------------- | ----------------------------------------------------------------------- |
| Brasile Canada Regno Unito Germania Giamaica Giappone Trinidad e Tobago Ucraina | Bahamas Brasile Cuba Regno Unito Giamaica Trinidad e Tobago Stati Uniti Venezuela | Brasile Francia Regno Unito Germania Giamaica Nigeria Trinidad e Tobago Stati Uniti | Brasile Francia Regno Unito Italia Giamaica Nigeria Polonia Stati Uniti |

## Calendario
| Data                   | 22 | 22 | 23 | 23   | 24 | 24 | 25 | 25 | 26 | 26 | 27 | 27 | 28 | 28 | 29 | 29 | 30 | 30 |
| Evento                 |    |    |    |      |    |    |    |    |    |    |    |    |    |    |    |    |    |    |
| ---------------------- | -- | -- | -- | ---- | -- | -- | -- | -- | -- | -- | -- | -- | -- | -- | -- | -- | -- | -- |
| 100 m                  | P  | B  |    | SF F |    |    |    |    |    |    |    |    |    |    |    |    |    |    |
| 200 m                  |    |    |    |      |    |    |    | B  |    | SF |    | F  |    |    |    |    |    |    |
| 400 m                  |    |    | B  |      | SF |    |    |    |    | F  |    |    |    |    |    |    |    |    |
| 800 m                  | B  |    |    | SF   |    |    |    | F  |    |    |    |    |    |    |    |    |    |    |
| 1 500 m                |    |    |    |      |    |    |    |    |    |    | B  |    |    | SF |    |    |    | F  |
| 5 000 m                |    |    |    |      |    |    |    |    | B  |    |    |    |    |    |    | F  |    |    |
| 10 000 m               |    | F  |    |      |    |    |    |    |    |    |    |    |    |    |    |    |    |    |
| Maratona               | F  |    |    |      |    |    |    |    |    |    |    |    |    |    |    |    |    |    |
| 110 m hs               |    |    |    |      |    |    |    |    | B  |    |    | SF |    | F  |    |    |    |    |
| 400 m hs               |    | B  |    | SF   |    |    |    | F  |    |    |    |    |    |    |    |    |    |    |
| 3 000 m siepi          | B  |    |    |      | F  |    |    |    |    |    |    |    |    |    |    |    |    |    |
| Salto in alto          |    |    |    |      |    |    |    |    |    |    |    |    | Q  |    |    |    |    | F  |
| Salto con l'asta       |    | Q  |    |      |    | F  |    |    |    |    |    |    |    |    |    |    |    |    |
| Salto in lungo         |    |    |    |      | Q  |    |    | F  |    |    |    |    |    |    |    |    |    |    |
| Salto triplo           |    |    |    |      |    |    |    |    | Q  |    |    | F  |    |    |    |    |    |    |
| Getto del peso         |    |    | Q  | F    |    |    |    |    |    |    |    |    |    |    |    |    |    |    |
| Lancio del disco       |    |    |    |      |    |    |    |    |    |    |    |    |    |    | Q  | F  |    |    |
| Lancio del martello    | Q  |    |    | F    |    |    |    |    |    |    |    |    |    |    |    |    |    |    |
| Lancio del giavellotto |    |    |    |      |    | Q  |    |    |    | F  |    |    |    |    |    |    |    |    |
| Decathlon              |    |    |    |      |    |    |    |    |    |    |    |    | F  | F  | F  | F  |    |    |
| Marcia 20 km           |    |    | F  |      |    |    |    |    |    |    |    |    |    |    |    |    |    |    |
| Marcia 50 km           |    |    |    |      |    |    |    |    |    |    |    |    |    |    | F  |    |    |    |
| 4×100 m                |    |    |    |      |    |    |    |    |    |    |    |    |    |    | B  | F  |    |    |
| 4×400 m                |    |    |    |      |    |    |    |    |    |    |    |    |    |    | B  |    |    | F  |

| P | Batterie preliminari | B | Batterie | Q | Qualificazioni | SF | Semifinali | F | Finale |

| Data                   | 22 | 22 | 23  | 23 | 24 | 24   | 25 | 25 | 26 | 26 | 27 | 27 | 28 | 28   | 29 | 29 | 30 | 30 |
| Evento                 |    |    |     |    |    |      |    |    |    |    |    |    |    |      |    |    |    |    |
| ---------------------- | -- | -- | --- | -- | -- | ---- | -- | -- | -- | -- | -- | -- | -- | ---- | -- | -- | -- | -- |
| 100 m                  |    |    | P B |    |    | SF F |    |    |    |    |    |    |    |      |    |    |    |    |
| 200 m                  |    |    |     |    |    |      |    |    |    | B  |    | SF |    | F    |    |    |    |    |
| 400 m                  |    |    |     |    | B  |      |    | SF |    |    |    | F  |    |      |    |    |    |    |
| 800 m                  |    |    |     |    |    |      |    |    | B  |    |    | SF |    |      |    | F  |    |    |
| 1 500 m                | B  |    |     | SF |    |      |    | F  |    |    |    |    |    |      |    |    |    |    |
| 5 000 m                |    |    |     |    |    |      |    |    |    |    | B  |    |    |      |    |    |    | F  |
| 10 000 m               |    |    |     |    |    | F    |    |    |    |    |    |    |    |      |    |    |    |    |
| Maratona               |    |    |     |    |    |      |    |    |    |    |    |    |    |      |    |    | F  |    |
| 100 m hs               |    |    |     |    |    |      |    |    |    |    | B  |    |    | SF F |    |    |    |    |
| 400 m hs               |    |    | B   |    |    | SF   |    |    |    | F  |    |    |    |      |    |    |    |    |
| 3 000 m siepi          |    |    |     |    | B  |      |    |    |    | F  |    |    |    |      |    |    |    |    |
| Salto in alto          |    |    |     |    |    |      |    |    |    |    | Q  |    |    |      |    | F  |    |    |
| Salto con l'asta       |    |    |     |    | Q  |      |    |    | F  |    |    |    |    |      |    |    |    |    |
| Salto in lungo         |    |    |     |    |    |      |    |    |    |    | B  |    |    | F    |    |    |    |    |
| Salto triplo           |    | Q  |     |    |    | F    |    |    |    |    |    |    |    |      |    |    |    |    |
| Getto del peso         | Q  | F  |     |    |    |      |    |    |    |    |    |    |    |      |    |    |    |    |
| Lancio del disco       |    |    |     |    | Q  |      |    | F  |    |    |    |    |    |      |    |    |    |    |
| Lancio del martello    |    |    |     |    |    |      |    |    | Q  |    |    | F  |    |      |    |    |    |    |
| Lancio del giavellotto |    |    |     |    |    |      |    |    |    |    |    |    |    | Q    |    |    |    | F  |
| Eptathlon              | F  | F  | F   | F  |    |      |    |    |    |    |    |    |    |      |    |    |    |    |
| Marcia 20 km           |    |    |     |    |    |      |    |    |    |    |    |    | F  |      |    |    |    |    |
| 4×100 m                |    |    |     |    |    |      |    |    |    |    |    |    |    |      | B  | F  |    |    |
| 4×400 m                |    |    |     |    |    |      |    |    |    |    |    |    |    |      | B  |    |    | F  |

## Medagliati

### Uomini
| Specialità | Oro                                                                         | Prestazione | Argento                                                                 | Prestazione | Bronzo                                                             | Prestazione   |
| Corse piane |                                                                             |             |                                                                         |             |                                                                    |               |
| 100 m (dettagli) | Usain Bolt                                                                  | 9"79        | Justin Gatlin                                                           | 9"80        | Trayvon Bromell Andre De Grasse                                    | 9"92 9"92     |
| 200 m (dettagli) | Usain Bolt                                                                  | 19"55       | Justin Gatlin                                                           | 19"74       | Anaso Jobodwana                                                    | 19"87         |
| 400 m (dettagli) | Wayde van Niekerk                                                           | 43"48       | LaShawn Merritt                                                         | 43"65       | Kirani James                                                       | 43"78         |
| 800 m (dettagli) | David Rudisha                                                               | 1'45"84     | Adam Kszczot                                                            | 1'46"08     | Amel Tuka                                                          | 1'46"30       |
| 1 500 m (dettagli) | Asbel Kiprop                                                                | 3'34"40     | Elijah Manangoi                                                         | 3'34"63     | Abdalaati Iguider                                                  | 3'34"67       |
| 5 000 m (dettagli) | Mohamed Farah                                                               | 13'50"38    | Caleb Ndiku                                                             | 13'51"75    | Hagos Gebrhiwet                                                    | 13'51"86      |
| 10 000 m (dettagli) | Mohamed Farah                                                               | 27'01"13    | Geoffrey Kamworor                                                       | 27'01"76    | Paul Tanui                                                         | 27'02"83      |
| Corse a ostacoli |                                                                             |             |                                                                         |             |                                                                    |               |
| 110 hs (dettagli) | Sergej Šubenkov                                                             | 12"98       | Hansle Parchment                                                        | 13"03       | Aries Merritt                                                      | 13"04         |
| 400 hs (dettagli) | Nicholas Bett                                                               | 47"79       | Denis Kudrjavcev                                                        | 48"05       | Jeffery Gibson                                                     | 48"17         |
| 3 000 siepi (dettagli) | Ezekiel Kemboi                                                              | 8'11"28     | Conseslus Kipruto                                                       | 8'12"38     | Brimin Kipruto                                                     | 8'12"54       |
| Prove su strada |                                                                             |             |                                                                         |             |                                                                    |               |
| Maratona (dettagli) | Ghirmay Ghebreslassie                                                       | 2h12'28"    | Yemane Tsegay                                                           | 2h13'08"    | Solomon Mutai                                                      | 2h13'30"      |
| Marcia 20 km (dettagli) | Miguel Ángel López                                                          | 1h19'14"    | Wang Zhen                                                               | 1h19'29"    | Benjamin Thorne                                                    | 1h19'57"      |
| Marcia 50 km (dettagli) | Matej Tóth                                                                  | 3h40'32"    | Jared Tallent                                                           | 3h42'17"    | Takayuki Tanii                                                     | 3h42'55"      |
| Salti |                                                                             |             |                                                                         |             |                                                                    |               |
| Salto con l'asta (dettagli) | Shawnacy Barber                                                             | 5,90 m      | Raphael Holzdeppe                                                       | 5,90 m      | Renaud Lavillenie Paweł Wojciechowski Piotr Lisek                  | 5,80 m        |
| Salto in alto (dettagli) | Derek Drouin                                                                | 2,34 m      | Bohdan Bondarenko Zhang Guowei                                          | 2,33 m      | Non assegnato                                                      | Non assegnato |
| Salto in lungo (dettagli) | Greg Rutherford                                                             | 8,41 m      | Fabrice Lapierre                                                        | 8,24 m      | Wang Jianan                                                        | 8,18 m        |
| Salto triplo (dettagli) | Christian Taylor                                                            | 18,21 m     | Pedro Pablo Pichardo                                                    | 17,73 m     | Nelson Évora                                                       | 17,52 m       |
| Lanci |                                                                             |             |                                                                         |             |                                                                    |               |
| Getto del peso (dettagli) | Joe Kovacs                                                                  | 21,93 m     | David Storl                                                             | 21,74 m     | O'Dayne Richards                                                   | 21,69 m       |
| Lancio del disco (dettagli) | Piotr Małachowski                                                           | 67,40 m     | Philip Milanov                                                          | 66,90 m     | Robert Urbanek                                                     | 65,18 m       |
| Lancio del martello (dettagli) | Paweł Fajdek                                                                | 80,88 m     | Dilshod Nazarov                                                         | 78,55 m     | Wojciech Nowicki                                                   | 78,55 m       |
| Lancio del giavellotto (dettagli) | Julius Yego                                                                 | 92,72 m     | Ihab Abdelrahman El Sayed                                               | 88,99 m     | Tero Pitkämäki                                                     | 87,64 m       |
| Prove multiple |                                                                             |             |                                                                         |             |                                                                    |               |
| Decathlon (dettagli) | Ashton Eaton                                                                | 9045 p.     | Damian Warner                                                           | 8695 p.     | Rico Freimuth                                                      | 8561 p.       |
| Staffette |                                                                             |             |                                                                         |             |                                                                    |               |
| Staffetta 4×100 m (dettagli) | Giamaica Nesta Carter Asafa Powell Nickel Ashmeade Usain Bolt Rasheed Dwyer | 37"36       | Cina Mo Youxue Xie Zhenye Su Bingtian Zhang Peimeng                     | 38"01       | Canada Aaron Brown Andre De Grasse Brendon Rodney Justyn Warner    | 38"13         |
| Staffetta 4×400 m (dettagli) | Stati Uniti David Verburg Tony McQuay Bryshon Nellum LaShawn Merritt        | 2'57"82     | Trinidad e Tobago Renny Quow Lalonde Gordon Deon Lendore Machel Cedenio | 2'58"20     | Regno Unito Rabah Yousif Delano Williams Jarryd Dunn Martyn Rooney | 2'58"51       |
| record mondiale; record mondiale stagionale; record africano; record asiatico; record europeo; record nord-centroamericano e caraibico; record sudamericano; record oceaniano; record dei campionati; record nazionale; record personale; record personale stagionale. |                                                                             |             |                                                                         |             |                                                                    |               |

### Donne
| Specialità | Oro | Prestazione | Argento | Prestazione | Bronzo                                                                                             | Prestazione |
| Corse piane | |             | |             | |             |
| 100 m (dettagli) | Shelly-Ann Fraser-Pryce                                                                                                  | 10"76       | Dafne Schippers                                                                                                | 10"81       | Tori Bowie                                                                                         | 10"86       |
| 200 m (dettagli) | Dafne Schippers | 21"63       | Elaine Thompson                                                                                                | 21"66       | Veronica Campbell-Brown                                                                            | 21"97       |
| 400 m (dettagli) | Allyson Felix | 49"26       | Shaunae Miller                                                                                                 | 49"67       | Shericka Jackson                                                                                   | 49"99       |
| 800 m (dettagli) | Maryna Arzamasava | 1'58"03     | Melissa Bishop                                                                                                 | 1'58"12     | Eunice Sum                                                                                         | 1'58"18     |
| 1 500 m (dettagli) | Genzebe Dibaba | 4'08"09     | Faith Kipyegon                                                                                                 | 4'08"96     | Sifan Hassan                                                                                       | 4'09"34     |
| 5 000 m (dettagli) | Almaz Ayana | 14'26"83    | Senbere Teferi                                                                                                 | 14'44"07    | Genzebe Dibaba                                                                                     | 14'44"14    |
| 10 000 m (dettagli) | Vivian Cheruiyot | 31'41"31    | Gelete Burka                                                                                                   | 31'41"77    | Emily Infeld                                                                                       | 31'43"49    |
| Corse a ostacoli | |             | |             | |             |
| 100 hs (dettagli) | Danielle Williams | 12"57       | Cindy Roleder                                                                                                  | 12"59       | Alina Talaj                                                                                        | 12"66       |
| 400 hs (dettagli) | Zuzana Hejnová | 53"50       | Shamier Little                                                                                                 | 53"94       | Cassandra Tate                                                                                     | 54"02       |
| 3 000 siepi (dettagli) | Hyvin Jepkemoi | 9'19"11     | Habiba Ghribi                                                                                                  | 9'19"24     | Gesa Felicitas Krause                                                                              | 9'19"25     |
| Prove su strada | |             | |             | |             |
| Maratona (dettagli) | Mare Dibaba | 2h27'35"    | Helah Kiprop                                                                                                   | 2h27'36"    | Eunice Kirwa                                                                                       | 2h27'39"    |
| Marcia 20 km (dettagli) | Liu Hong | 1h27'45"    | Lü Xiuzhi | 1h27'45"    | Ljudmyla Oljanovs'ka                                                                               | 1h28'13"    |
| Salti | |             | |             | |             |
| Salto con l'asta (dettagli) | Yarisley Silva | 4,90 m      | Fabiana Murer                                                                                                  | 4,85 m      | Nikoléta Kiriakopoúlou                                                                             | 4,80 m      |
| Salto in alto (dettagli) | Marija Lasickene | 2,01 m      | Blanka Vlašić                                                                                                  | 2,01 m      | Anna Čičerova                                                                                      | 2,01 m      |
| Salto in lungo (dettagli) | Tianna Bartoletta | 7,14 m      | Shara Proctor                                                                                                  | 7,07 m      | Ivana Španović                                                                                     | 7,01 m      |
| Salto triplo (dettagli) | Caterine Ibargüen | 14,90 m     | Hanna Knjazjeva-Minenko                                                                                        | 14,78 m     | Ol'ga Rypakova                                                                                     | 14,77 m     |
| Lanci | |             | |             | |             |
| Getto del peso (dettagli) | Christina Schwanitz | 20,37 m     | Gong Lijiao | 20,30 m     | Michelle Carter                                                                                    | 19,76 m     |
| Lancio del disco (dettagli) | Denia Caballero | 69,28 m     | Sandra Perković                                                                                                | 67,39 m     | Nadine Müller                                                                                      | 65,53 m     |
| Lancio del martello (dettagli) | Anita Włodarczyk | 80,85 m     | Zhang Wenxiu                                                                                                   | 76,33 m     | Alexandra Tavernier                                                                                | 74,02 m     |
| Lancio del giavellotto (dettagli) | Katharina Molitor | 67,69 m     | Lü Huihui | 66,13 m     | Sunette Viljoen                                                                                    | 65,79 m     |
| Prove multiple | |             | |             | |             |
| Eptathlon (dettagli) | Jessica Ennis-Hill | 6.669 p.    | Brianne Theisen-Eaton                                                                                          | 6.554 p.    | Laura Ikauniece-Admidiņa                                                                           | 6.516 p.    |
| Staffette | |             | |             | |             |
| Staffetta 4×100 m (dettagli) | Giamaica Veronica Campbell-Brown Natasha Morrison Elaine Thompson Shelly-Ann Fraser-Pryce Sherone Simpson Kerron Stewart | 41"07       | Stati Uniti English Gardner Allyson Felix Jenna Prandini Jasmine Todd                                          | 41"68       | Trinidad e Tobago Kelly-Ann Baptiste Michelle-Lee Ahye Reyare Thomas Semoy Hackett Khalifa St.Fort | 42"03       |
| Staffetta 4×400 m (dettagli) | Giamaica Christine Day Shericka Jackson Stephenie Ann McPherson Novlene Williams-Mills Anastasia Le-Roy Chrisann Gordon  | 3'19"13     | Stati Uniti Sanya Richards-Ross Natasha Hastings Allyson Felix Francena McCorory Phyllis Francis Jessica Beard | 3'19"44     | Regno Unito Christine Ohuruogu Anyika Onuora Eilidh Child Seren Bundy-Davies Kirsten Mcaslan       | 3'23"62     |
| record mondiale; record mondiale stagionale; record africano; record asiatico; record europeo; record nord-centroamericano e caraibico; record sudamericano; record oceaniano; record dei campionati; record nazionale; record personale; record personale stagionale. | |             | |             | |             |

## Medagliere
Medagliere finale dei Campionati del mondo di atletica leggera 2015.
| Posizione | Paese                | Oro | Argento | Bronzo | Totale |
| --------- | -------------------- | --- | ------- | ------ | ------ |
| 1         | Kenya                | 7   | 6       | 3      | 16     |
| 2         | Giamaica             | 7   | 2       | 3      | 12     |
| 3         | Stati Uniti          | 6   | 6       | 6      | 18     |
| 4         | Regno Unito          | 4   | 1       | 2      | 7      |
| 5         | Etiopia              | 3   | 3       | 2      | 8      |
| 6         | Polonia              | 3   | 1       | 4      | 8      |
| 7         | Canada               | 2   | 3       | 3      | 8      |
| 7         | Germania             | 2   | 3       | 3      | 8      |
| 9         | Russia               | 2   | 1       | 1      | 4      |
| 10        | Cuba                 | 2   | 1       | 0      | 3      |
| 11        | Cina                 | 1   | 7       | 1      | 9      |
| 12        | Paesi Bassi          | 1   | 1       | 1      | 3      |
| 13        | Sudafrica            | 1   | 0       | 2      | 3      |
| 14        | Bielorussia          | 1   | 0       | 1      | 2      |
| 15        | Colombia             | 1   | 0       | 0      | 1      |
| 15        | Rep. Ceca            | 1   | 0       | 0      | 1      |
| 15        | Eritrea              | 1   | 0       | 0      | 1      |
| 15        | Slovacchia           | 1   | 0       | 0      | 1      |
| 15        | Spagna               | 1   | 0       | 0      | 1      |
| 20        | Australia            | 0   | 2       | 0      | 2      |
| 20        | Croazia              | 0   | 2       | 0      | 2      |
| 22        | Bahamas              | 0   | 1       | 1      | 2      |
| 22        | Trinidad e Tobago    | 0   | 1       | 1      | 2      |
| 22        | Ucraina              | 0   | 1       | 1      | 2      |
| 25        | Belgio               | 0   | 1       | 0      | 1      |
| 25        | Brasile              | 0   | 1       | 0      | 1      |
| 25        | Egitto               | 0   | 1       | 0      | 1      |
| 25        | Israele              | 0   | 1       | 0      | 1      |
| 25        | Tagikistan           | 0   | 1       | 0      | 1      |
| 25        | Tunisia              | 0   | 1       | 0      | 1      |
| 31        | Francia              | 0   | 0       | 2      | 2      |
| 32        | Bosnia ed Erzegovina | 0   | 0       | 1      | 1      |
| 32        | Bahrein              | 0   | 0       | 1      | 1      |
| 32        | Finlandia            | 0   | 0       | 1      | 1      |
| 32        | Grecia               | 0   | 0       | 1      | 1      |
| 32        | Grenada              | 0   | 0       | 1      | 1      |
| 32        | Giappone             | 0   | 0       | 1      | 1      |
| 32        | Kazakistan           | 0   | 0       | 1      | 1      |
| 32        | Lettonia             | 0   | 0       | 1      | 1      |
| 32        | Marocco              | 0   | 0       | 1      | 1      |
| 32        | Portogallo           | 0   | 0       | 1      | 1      |
| 32        | Serbia               | 0   | 0       | 1      | 1      |
| 32        | Uganda               | 0   | 0       | 1      | 1      |
| Totale    | Totale               | 47  | 48      | 49     | 144    |